# Будинок на вулиці Проскурівській, 43 (Хмельницький)
Будинок по вулиці Проскурівській, 43 — пам'ятка міста Хмельницького. На початку 20 століття в ній знаходився театр Шильмана. Охороняється законом, згідно з наказом, виданого управлінням культури, туризму і курортів Хмельницької ОДА (від 15.09.2010 року, № 242).

## Історія

### Передісторія будівництва
У місті Проскурові (сучасна назва — Хмельницький) кінця 19 століття, було декілька антрепренерів, з яких найвідомішим вважався Гліб Ростов. В нього були встановлені зв'язки з великим числом театрів, котрі у той час функціонували на території Російської імперії. Антрепренери володіли інформацією щодо діяльності та переміщень театральних колективів. Тодішні театральні об'єднання могли завітати зі своєю програмою і до Проскурова, проте, було відсутнє місце, в якому можна було б хоч на більш-менш прийнятному рівні прийняти їх та надати можливість провести свій виступ. Театр, в той час розташовувався на вулиці Кам'янецькій, то було дерев'яне приміщення, в якому були дуже сильні протяги. Хоча це і був перший театр у місті, побудований ще у 1892 році, він не мав постійної трупи, і його володар — Б. Шильман, найчастіше здавав театральне приміщення в оренду. Проте все змінилось у 1907 році, коли Б. Шильманом на головній вулиці — Олександрівській (нині — Проскурівській), було зведено нову театральну будівлю.

### Будівля на початку XX століття
Зовсім поруч від нової будівлі було відкрито театральний ресторан та готель, у якому було б зручно зупинятись приїжджаючим на гастролі колективам. Нове приміщення у самому центрі міста дало можливість поліпшити театральне життя, тому що з цього моменту місто почали частіше відвідувати театральні трупи з Петербургу, Києва та Одеси. У 1919–1920 роках, будинок театру часто служив місцем для засідань уряду УНР та Директорії. Інколи проходили вистави. 24 серпня 1920 року, театр Б. Шильмана — будинок по вулиці Проскурівській, 43, був націоналізований, а в його будівлі розпочав своє функціонування клуб. Після того, як з'явився Український державний драмтеатр, будинок став використовувати для творчих цілей його колектив. Відкриття державного драматичного театру відбулось 24 жовтня 1925 року, і згідно з газетними повідомленнями того часу, ця подія викликала багато позитивних емоцій у жителів міста. Зал слугував не тільки місцем проведення вистав, але ще й призначався для різних засідань, сесій та партійних конференцій. Навесні 1941 року була прийнята ухвала, згідно з якою у приміщення на вулиці Проскурівській, 43, мав переїхати Кам'янець-Подільський обласний музично-драматичний театр ім. Петровського.
На початку листопада 1941 року проукраїнськими підпільниками ОУН(м) у цій будівлі було організовано міський український драматичний театр. У серпні 1942 року на сцені театру створився відомий в майбутньому вокальний дует Любомира Мацюка та Ії Хомайко. З 3 до 11 травня 1943 року театр гастролював в Кам'янці.
У листопаді 1944 року у колишньому театрі Шильмана розташувалась театральна трупа з Кам'янця-Подільського. У 1960-х роках це приміщення почало належати міському будинку культури, а для театру була споруджена інша будівля.

### Будинок культури у кінці 20— першій половині 21 століття
Наприкінці 20 століття, будинок культури став закладом, у якому вирує творче життя. Організовуються різноманітні концерти, виставки, змагання КВН, дискотеки, будинок культури відвідують колективи із інших країн. Розвивається танцювальний напрям творчості.

## Архітектура

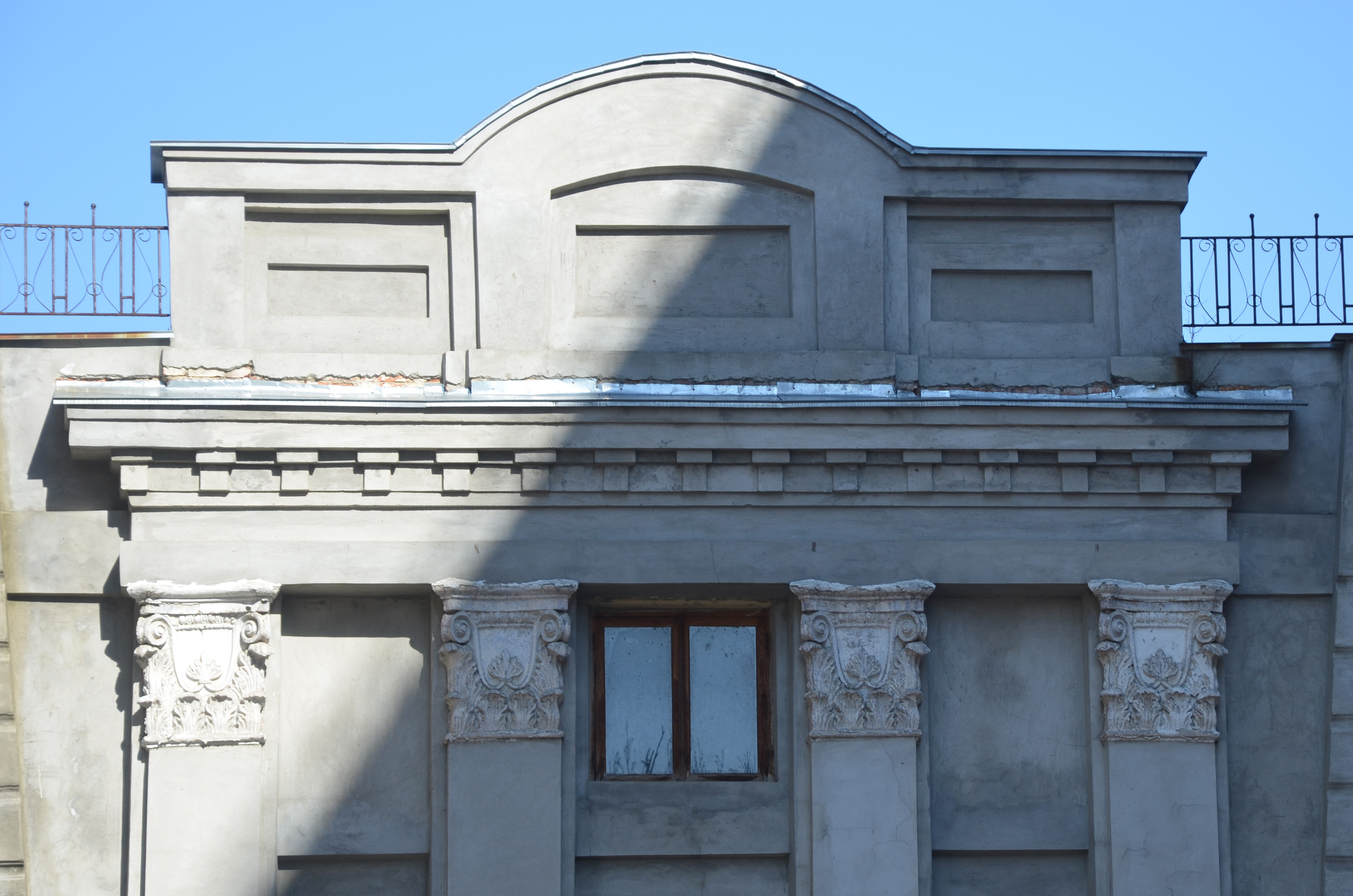
Дизайн верхньої частини будинку, який колись був театром

На початку 20 століття стиль «модерн» в архітектурі стає дуже популярним і характерним для приміщень різної направленості у Проскурові. Будинок, що зараз знаходиться за адресою вулиця Проскурівська, 43, хоча і трохи «схований» за сусідніми будинками, проте розвернутий фасадом до центральної вулиці міста і є однією зі споруд, побудованих в стилі «модерн», які на початку 20 століття були окрасою міста. Архітектурні споруди у стилі «модерн», побудовані тоді, мали подібні риси у своєму зовнішньому вигляді, ці риси притаманні і будинку, який на початку 20 століття був театром Шильмана. В них великі вікна, в оформленні будинку присутні пілястри і напівпілястри.Будинок виділяється стрункою композицією.

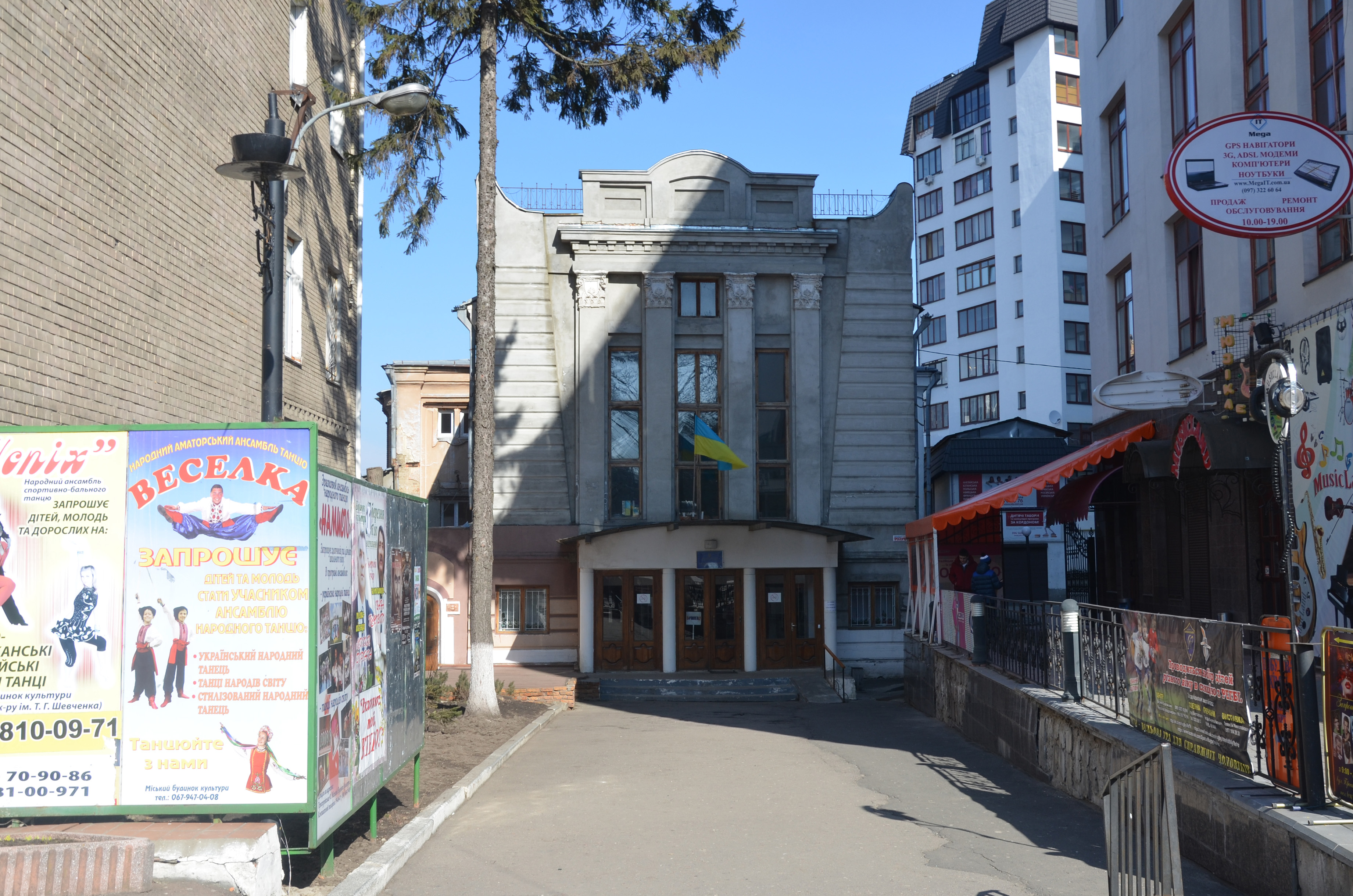
Будинок культури (вул. Проскурівська, 43), «ховається» у тіні сусідніх будинків